# Stenoporpia cuneata
Stenoporpia cuneata là một loài bướm đêm trong họ Geometridae.